# Cânula

Diagram showing a cannula CRUK 058-multilingual1

Cânula é um tubo de plástico, borracha ou metal, de calibre variável, com formas e objetivos diversos, aberto em ambas as extremidades, destinado a ser introduzido no corpo.